# سیکلوبندازول
سیکلوبندازول (انگلیسی: Ciclobendazole) یک داروی ضد کرم در برابر کرم‌های انگلی است. این ترکیب در دهه ۱۹۷۰ میلادی تحت یک آزمایش بالینی قرار گرفت، جایی که مشخص شد به اندازه مبندازول در درمان عفونت کرم قلاب‌دار و آسکاریاز مؤثر است، اما در درمان تری‌کوریازیس به طور قابل‌توجهی کمتر مؤثر است.